# VF-1 バルキリー
- 超時空要塞マクロス > 超時空要塞マクロスの登場メカ一覧 > VF-1 バルキリー
- マクロスシリーズ > 可変戦闘機 (マクロスシリーズ) > VF-1 バルキリー

VF-1 バルキリー（ブイエフ ワン バルキリー、Valkyrie）は、1982年から1983年にかけて放送されたテレビアニメ『超時空要塞マクロス』および、それをもとに制作された作品群「マクロスシリーズ」に登場する架空の兵器。ファイター（戦闘機）とバトロイド（人型ロボット）、両者の中間形態であるガウォークの3形態に変形する可変戦闘機（ヴァリアブル・ファイター=VF）。
『超時空要塞マクロス』では主人公「一条輝」が所属する地球統合軍の主力機として登場し、敵陣営であるゼントラーディ軍と戦う。以降に制作されるシリーズ作品でもさまざまな改良機・後継機が登場し、VF-1はこれらの機体の始祖としてあつかわれる。
愛称（ペットネーム）の「バルキリー」は、北欧神話に登場する女性の半神ワルキューレ (独: Walküre) の英語名。実在の試作戦略爆撃機XB-70から、作中でVF-1の愛称に引用された。デザインモチーフは、同じく実在するアメリカ海軍の戦闘機F-14 トムキャット。以降のVFシリーズも慣例的に「バルキリー」と総称されるが、本項目ではVF-1とそのバリエーション機のみについて記す。
メカニックデザインは、以降の「マクロスシリーズ」制作の中心的存在となる河森正治。

## 概要
人型に変形するアニメのロボット兵器のなかでも、実在の航空機に近いファイター形態と、そこから手足を展開したガウォーク形態という斬新さから、視聴者に人気を博した。当時のロボットアニメでは、主人公機はワンオフで強いのが当然だったが、VF-1は形状や色の違いこそあれ、基本的には大量生産された量産機であるという設定も斬新だった。
物語や設定を一部変更した劇場版『超時空要塞マクロス 愛・おぼえていますか』では、宮武一貴によってディティールアップを始めとする設定のリニューアルがなされた。
根強い人気をもつ機体で、放送開始から28年が経過した2010年に『マクロスエース』で行われた人気投票でも、VF-1Jが3位、VF-1Sが4位を獲得した。2019年にNHK BSプレミアムで放送された『発表！全マクロス大投票』のメカ部門では、テレビ版『超時空要塞マクロス』でロイ・フォッカーが搭乗するVF-1Sが第2位となり、ほかにもテレビ版・劇場版に登場する機体がベスト10以内に3機ランクインしている。2021年3月20日から4月2日にかけて「ねとらぼ調査隊」が実施したアンケート「あなたが一番好きな『マクロス』のVFシリーズは？」では、VF-1が2874票中800票（20.6%）を得て第1位となった。

## デザイン

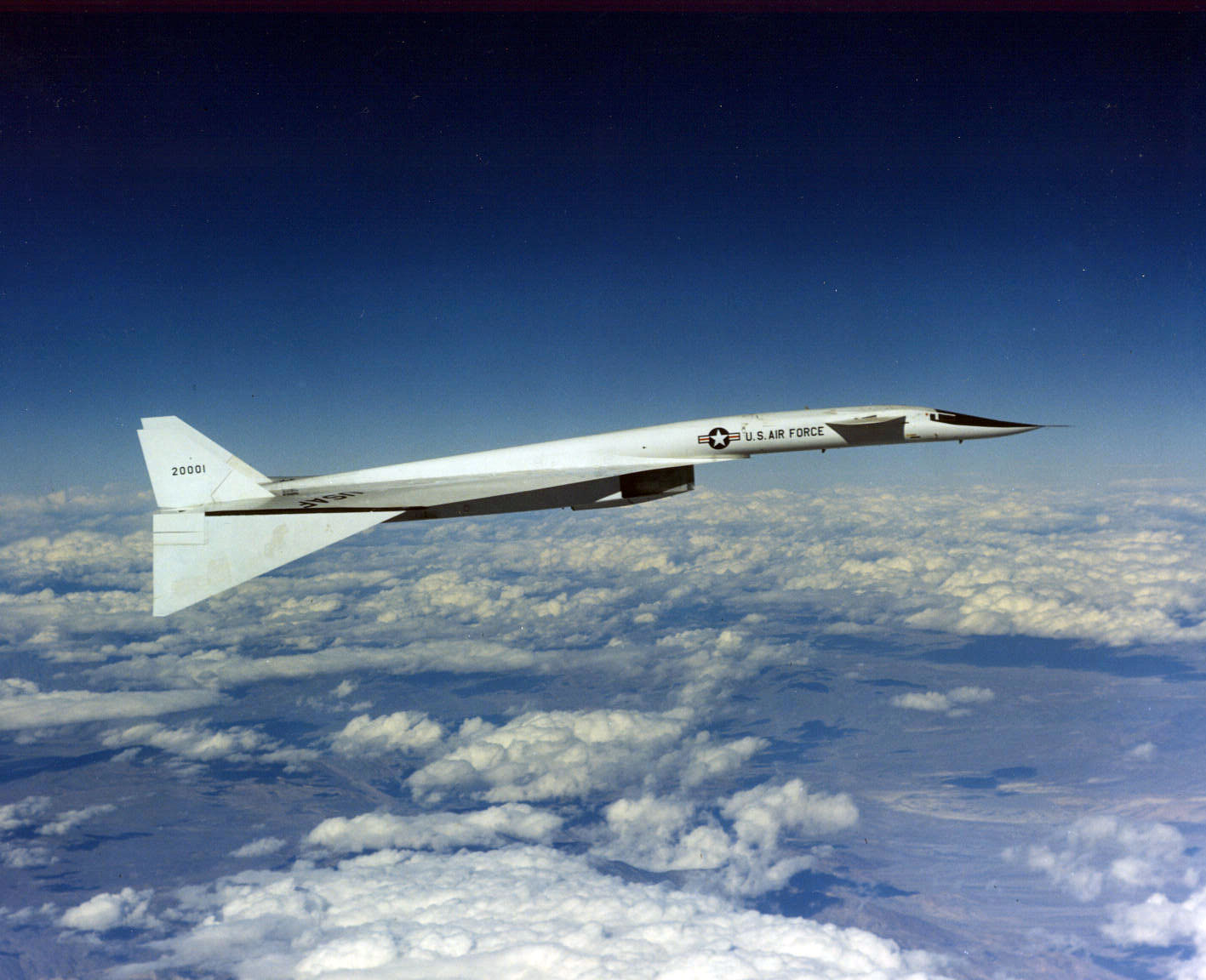
ネーミングのモチーフとなったXB-70 バルキリー

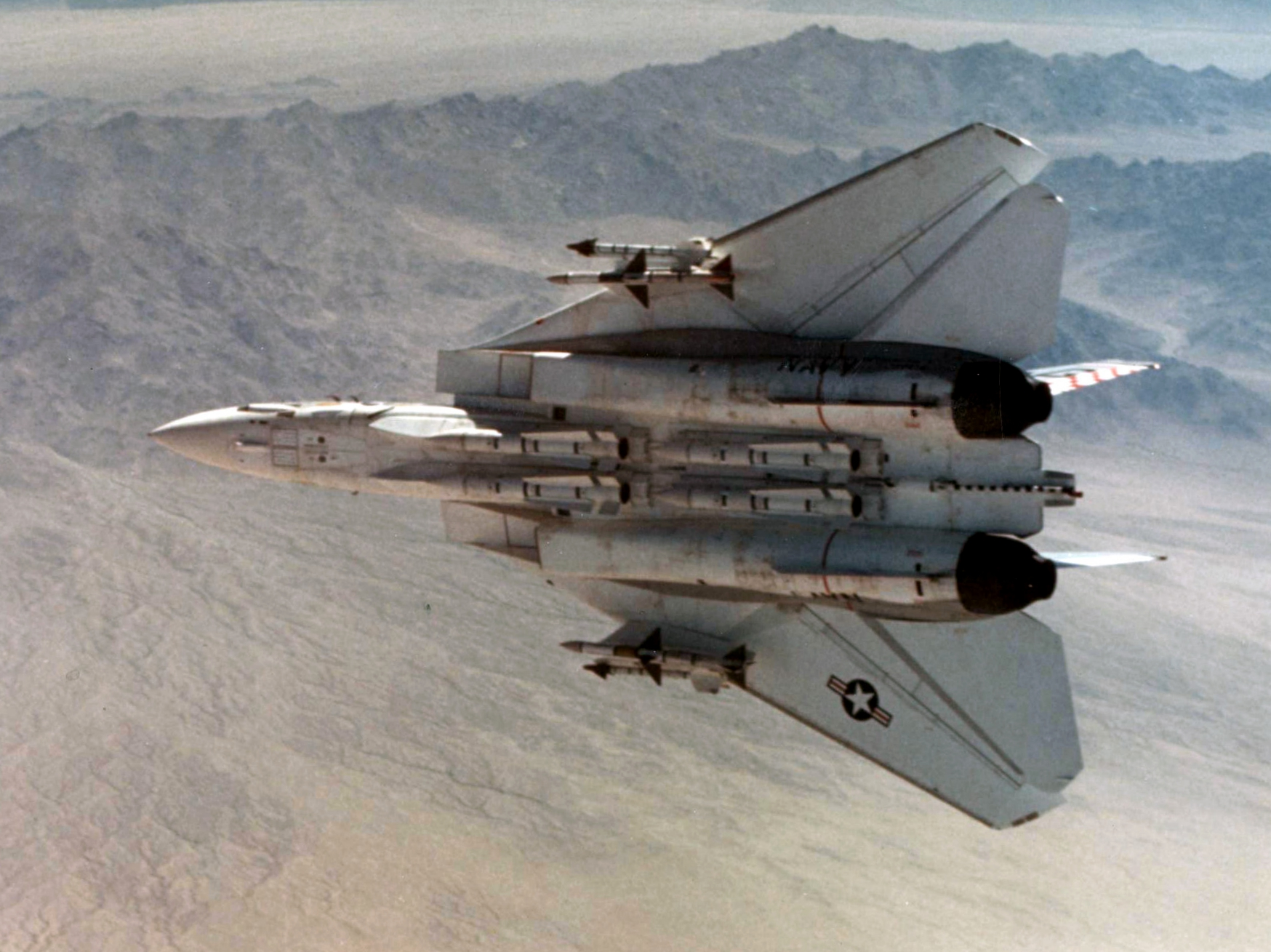
デザインモチーフとなったF-14 トムキャット。河森正治は双発エンジンの間に両腕を収納する変形方法を見つけた。

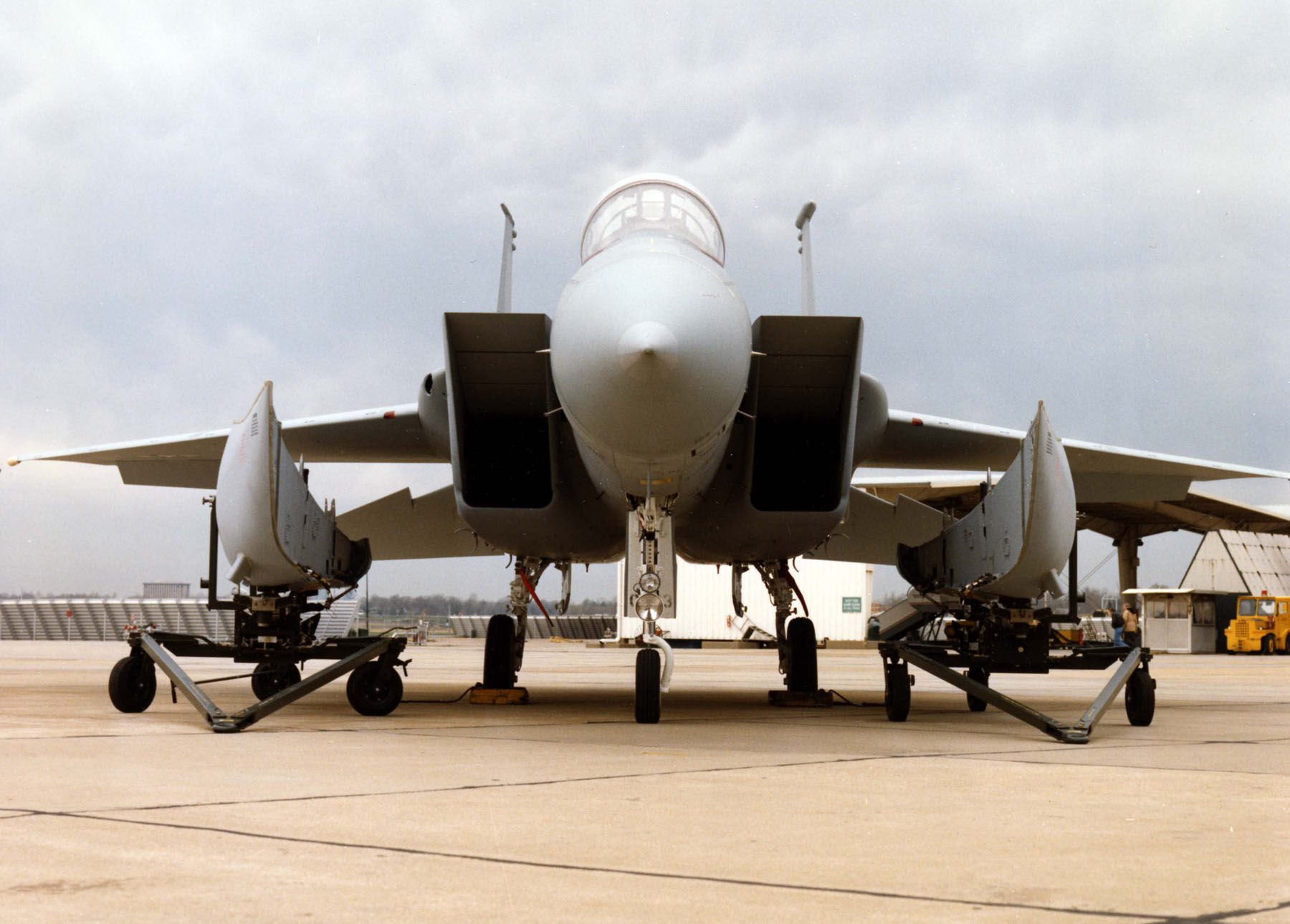
スーパーパックのモチーフとなったF-15イーグルのコンフォーマル・フューエル・タンク（通称FAST PACK）

「マクロスシリーズ」のメインクリエーターであるスタジオぬえの頃の河森正治が、宮武一貴の協力で約2年をかけてデザインした。原案は「飛行形態を持つ変形パワードスーツ」、つまり衣服や鎧の延長線上の位置づけで進められており、初期デザインの「ブレストファイター」まではアニメロボットらしい角張ったデザインであった。
しかし、当初スタジオぬえによるハードSFアニメ企画『ジェノサイダス』を通すためのダミー企画として用意され、パロディ・ギャグ色の強かった『マクロス』の原型となる企画が本命となったことにともない路線が変更され、舞台となる宇宙戦艦（のちのマクロス）の腕部に用いられるのが本物の空母という設定になり、これに合わせてブレストファイターのデザインもリアル志向に転じた。
そして両腕の収納法をF-14から閃いたことをきっかけに、きわめて現用機に近いフォルムに至った。一般的に「F-14をモデルにロボットへの変形をデザインした」と表現されることが多いが、実際は「ロボットからリアルな戦闘機形態を生みだした」アプローチであったといえる。
さらに、玩具の試作過程では『ジェノサイダス』で日の目を見なかった二足歩行兵器（ガウォーク）のアイデアも導入され、かつてない3段変形のメカニックデザインが誕生することになった。
しかし、完成したデザインもスポンサーのタカトクトイス受けは悪く「飛行機と宇宙戦艦は売れたためしがないので、やめてくれ」と却下される。困った河森は、渡辺技研の協力で実際に変形するモックアップを製作する。この出来が非常に良かったため、スポンサーからの承諾を得ることに成功する。
VF-1が変形することは放映開始直前のアニメ誌（9/1発売『アニメック』や9/26発売『月刊OUT』など）の記事でも三形態の設定画が掲載されており、一部で流布されている「放送まで伏せられていた」という説は事実とは異なる。
この「リアルな戦闘機がロボットに変形する」というコンセプトは、続編やゲーム版などに登場する後継機種に受け継がれ、河森のライフワークともいえるものになっている。けれん味と兵器的なリアリティーという相反する要素を備えたVF-1の変形機軸は、ロボットアニメのデザイン史上に画期的な功績を残し、多数のロボットアニメに影響を与えた。
さらに、従来のロボットアニメになかった要素として、追加アーマーとミサイルポッドを装備したアーマードバルキリーがデザインされた。また、VF-1はF-14と似ているため、独自の形状の機体を作りたいということから、スーパーバルキリーがデザインされた。アーマードバルキリーでは変形ができなくなったため、その反省からスーパーバルキリーでは変形機構を阻害しないよう、デザインされている。これらの追加パーツは、タカトクトイスからバルキリーの可変トイの試作品が届いた段階で、河森が発泡スチロールを用いて作成することにより、実現した。
本編の作画に入っても一部のデザインが上がってこず、作画監督の板野一郎が現場でデザインを起こし、あとから設定画が仕上がったものもあった。

## 機体解説
ゼントラーディ軍との第一次星間大戦において活躍する地球統合軍（のちの新統合軍）の主力可変戦闘機。航空機型のファイター、鳥型のガウォーク、人型のバトロイドの3形態に変形するVFシリーズの初代量産機であり、優れた汎用性と発展性から傑作機として高く評価されている。
外観は20世紀後半に配備された艦上戦闘機「F-14 トムキャット」に似ているが、バトロイド形態の全高 （12.68メートル） に合わせて設定されたため、ファイター形態時の全長も、デザイン元となったF-14（18.87メートル）より5メートル近く短縮されている。F-14と同じく、主翼には速度に応じて最適の揚抗比を得られる可変後退翼を採用。これは、飛行時に有用なだけでなく、ファイター形態時には主翼を後退させ垂直尾翼を折り畳むことで艦内収容における占有容積を減らし、バトロイド形態時には被弾面積を減らす利点もある。可変翼特有の空力重心の変化には、機体パネル（バトロイド形態時の胸部）上のスリットから境界層流を吸い込むことで調整を行う。推力偏向二次元ノズルで上下方向の機動制御を行うため水平尾翼は不要となった。操縦系には4重デジタル・フライ・バイ・ライト（DFBL）を採用し、機首は宇宙空間での生存率向上を図り、胴体から分離しサバイビングセルとして機能する。これは、パイロットの他に、高価で貴重なアビオニクスとデータの回収も目的としている。分離した機首は、ガンポッドのようにバトロイドの腕部に装着することが可能で、ファイターやガウォーク形態への変形にも支障なく、そのままの空輸送が可能となっている。腕部には小型の補助マニピュレーターが内蔵され、自機や友軍機の自動修理プログラムを備えている。
航空機用の小型熱核反応タービンエンジンの開発の成功により、機体内部に燃料を積載する必要の無くなったVF-1は、従来機や小型熱核反応タービンエンジンが未完成ゆえに肥大化がやむを得なかったVF-0に対し、本来の計画どおり、機体の大幅な小型化（F-14の70%の空虚重量）を達成している。機体の小型化は、機体の軽量化となり、高い推力重量比と運動性を与え、製造・維持を容易にし、それらのコストを下げ、また場所を取らないので、大型機よりも艦載機数を増やせる、などの様々な利点がある。その反面、機体内部に余裕や冗長性がほとんどなく、宇宙戦闘機でもありながら、宇宙用の推進剤を積載するスペースもほとんど無い。そのため、開発当初より、必要と用途に応じて、機体外部にコンフォーマル・タンクやブースターや各種外部兵装（これらが一体となった物を、ファストパック、スーパー/ストライクパーツ、スーパー/ストライクパック、等と呼称）を取り付けるという形で、高い拡張性が与えられている。
主機の熱核反応タービンエンジン「FF-2001」は、VF計画の全領域性能の根幹となる新技術であり、推進剤を熱核エンジンにより高熱圧縮して噴射するため、空気が推進剤となる大気圏内では、理論上は、ほぼ無限ともいえる航続性能を可能にする（ただし、熱核反応剤の積載量の限界があるため、約700時間とされている）。また、ガウォークモードでのホバリング用マキシマムパワーの連続使用時間は、耐久性の問題から、最大420秒までとされている。機体内部に可燃物である燃料を積載しないので、案外被弾に強く、VF-1Dの一条機やVF-1Sのフォッカー機など、ファイターモードの胴体部（胸部）を敵機の攻撃で穴だらけにされても、不時着・帰還した例がある。一方、大気のない宇宙空間では水素などを強制推進剤とするが、変形機構に機内容積を圧迫されたため積載量は少なく、作戦行動時間は高機動モードで約1分、通常でも約10分ときわめて短い。そのほかの機動装備として、ガウォーク・バトロイド形態時の背部パックに液体ロケットブースターを3基、機首や脚部や主翼端など機体各所に姿勢制御スラスターを内蔵する。
エンジン出力および空戦能力はVF計画発動当時の通常戦闘機レベルだが、新素材導入により大気圏再突入も可能な耐熱性と機体強度を保持する。それでも陸戦兵器としては、火力・装甲の弱さとエンジンの大出力のアンバランスさが運用面のネックとして疑問視されていた。航空機としては破格の強度だが陸戦兵器としては脆弱、というVF-1のこの耐弾防御性能は『超時空要塞マクロス』オンエア当時の各種メディアでは公式設定としてあつかわれており、アーマードバルキリーも防御力および余剰出力問題の解決策であるとされていた。しかし、その後の続編で、バトロイド形態時には余剰推力を用いた「エネルギー転換装甲」で格闘戦への備えが図られているという設定が後付けされ、VF-1やその原機VF-0の装甲脆弱問題はなかったことにされており、この問題が言及されることはなくなった。
操縦系はバトロイド形態とファイター / ガウォーク形態とで系統が異なっている。ファイター / ガウォーク形態は従来の戦闘機に近い有視界コクピットで、メインコンソールは3つの全面モニターを備えたグラスコクピットになっている。またガウォーク形態用の腕部操作グリップが設けられている。劇場版に登場する後期生産型では一面モニターとなり、ほかに照準や敵機シンボルなどが視界に直接3次元投影されているほか、バトロイド形態も加えてサイドスティックとスロットルレバーが腕部操作にも用いられる。
一方バトロイド形態ではキャノピーが防弾・防熱カバーに覆われ、視界はすべて頭部カメラ映像のモニター表示に頼ることになる。コクピットが機体前面の真正面に位置するため、格闘戦闘では生存性に難がある。なお、バトロイド形態におけるパイロットの乗降・脱出の際は、頭部が前方に折れ曲がったあとにシートがせり上がるようになっている。
バトロイド形態ではほぼ人間と同様の動作が可能で、ブリタイ艦に乗り込んだマクシミリアン・ジーナス機がゼントラーディ兵から奪った軍服を着て歩き回り、そのままガウォークに変形する場面がある。

### 武装
GU-11 55mm3連ガトリングガンポッド
ファイター形態では機体下部に装着した状態で、バトロイド / ガウォーク形態ではマニピュレータにより保持した状態でそれぞれ使用される。携帯弾数は最大180発。ベルト状に繋がった弾薬（弾帯）が3本の銃身に巻き付くように配置されている。弾倉等の再装填機構が搭載されておらず、弾切れの場合は母艦に一時帰投し給弾しなければならない。ファイター形態では空力の関係から機関部がカバーで覆われているが、バトロイド形態では冷却のためにカバーが開き、むき出しになる。また、ガンポット下部にスリングがあり、バトロイド形態時に引き出して肩掛けすることもできる。砲口の上部にはセンサーが設置されている。威力は申し分無く、リガード等のゼントラーディ軍の兵器の装甲を貫通し、数発で撃破している。その他、劇中ではゼントラーディ艦に侵入した際、鈍器として格闘戦にも使用された。
RöV-20 11mmレーザー機銃
バトロイド時は頭部に、ファイター / ガウォーク形態では機体下部に位置する。機体のタイプにより門数が異なる（型式の項を参照）。
選択装備
左右主翼下の4 - 6か所のハードポイントに装備される。主翼下のパイロンはスウィベリング式であり、主翼の後退角が変化しても常に進行方向を向く機構となっている。劇場版では冒頭のタイタン近傍の戦闘で長射程対空反応ミサイル4発とUUM-7 2基を装備して出撃するように、混載も可能である。そのほか、地上防衛部隊用に各国の従来航空機用のミサイル・爆弾の装備も可能になっている。
AMM-1 対空対地ミサイル「アロー」（最大12発）
空対空・空対地兼用で、のみならず、宇宙空間でも使用可能であり、交戦対象である異星人の兵力が未知数であったことから、破壊力はやや強力になっている。通常、VF-1の主翼下に、パイロン1つにつき3発ずつ、パイロン4つで計12発搭載される。アニメではパイロン6つで計18発搭載されているシーンもある。
UUM-7 マイクロミサイルポッド（GH32マイクロミサイル15発入りを最大4基）
実際のゼントラーディ軍の用兵思想が防御性に劣る歩兵や戦闘ポッドを大量投入するものであったことから、比較的破壊力の低い弾頭を多く装備することを念頭に追加開発された。前方に10発、後方に5発発射できる。ミサイルポッドは直方体状の形状から空気抵抗が大きく、基本的には宇宙空間専用の装備とされるが、スカル小隊など一部のパイロットが大気圏内で使用したことがある。
RMS-1 対艦大型反応弾（最大6発）
ボドル基幹艦隊との決戦に使用される大型反応弾。
今では幻の武装として、「ファイター・ガウォーク」形態時の背部の両側に、（反応弾らしき大型ミサイルを）3発入りの縦長の大型ミサイルコンテナを2基、計6発を、搭載している画も、放映前に公開されていた。この大型ミサイルコンテナは、ファイター形態では空気抵抗となるので、搭載時は、宇宙空間で運用するか、「（ファイター・）ガウォーク」形態で出撃したものと考えられる。「（ファイター・）ガウォーク」形態専用装備と言える。

上記のほか、敵ミサイルの誘導を撹乱させて回避するためのフレアディスペンサーを備えている。なお、巨大異星人との至近戦闘を想定して開発されたにもかかわらずバトロイド形態での白兵戦装備はないが、ガンポッドのフレーム強度が高いため、上記の通り鈍器としての使用も可能である。

### 変形機構
変形操作はテレビ版と劇場版では異なる。テレビ版では「B」「G」「F」と書かれた形態選択レバーを下げることでバトロイド、ガウォーク、ファイターに変形する。ただし、これでは変形を行うためにはコントロールスティックから手を離す必要があるという欠点があった。劇場版ではHOTAS（Hands On Throttle And Stick）概念が導入され、一体型のコントロールスティックが変形操作も兼ねるようになっている。コントロールスティックを直立させた状態ではバトロイドに、斜めの状態ではガウォークに、倒した状態でファイターに変形する。変形は全自動で行われ、各可動部の高速パルスアクチュエータが熱核反応エンジンからのエネルギー伝導により、加減速Gや空気抵抗に逆らい機体各ブロックの移動・組み換えを行う。通常ファイターからバトロイドへの変形所要時間は約3秒。作中ではアクション演出により、ほぼ瞬間的（0.5秒以下）に変形するように描写されている。その一連の変形プロセスは以下のとおり。
1. エンジンブロック（脚部）の下方展張、エアブレーキやスポイラーの作動により高速飛行からの減速を行う。
2. 両脚の逆関節が鳥脚状に屈曲。推力偏向ノズルが開き、逆噴射でさらに減速。この状態は「ガウォーク・ファイター」とも呼ばれる。
3. 尾翼が折り畳まれ、背部ブースターパックが前方へ180度回転移動。この状態は「ファイター・ガウォーク」とも呼ばれる。
4. 機体下面の両腕ブロックが主翼下に引き出され、ガンポッドが右腕に握られる。戦闘機に手足が生えたようなこの状態が「ガウォークモード」。
5. 機体上面が前（胸部）後（背部）に分割。胸部プレートが前方にスライドし、機首後部を覆う（コクピットカバーが降りる）。
6. 分割部を支点に前後の機体が折り重ねられ、バトロイドの胴体となる。背部プレートの一部が開き、その空間を抜けて機首下方の頭部（メインカメラ兼銃座）が移動する。
7. トラベルヒンジで支えられた脚部全体が前方に90度回転。機首両脇のバルジに接合しバトロイドの腰部となる。空気吸入口はシャッターが閉じる。
8. 可変主翼が最後退位置へ閉じられる（ただし、主翼下にミサイルなどを吊るした場合は、主翼は展張位置に保たれる）。

後継機に比べVF-1の変形プロセスは洗練されておらず、所要時間も戦場において実戦的とは言いがたい。しかし、用法次第ではドッグファイト戦術に新たな可能性が開けることが、歴戦のエースパイロットたちによって証明されている。
ファイター/ガウォークからバトロイドへの変形時の脚部移動は、設定どおりに再現すればいわゆる「組み替え変形」になるが、独自解釈により取り外すことなく変形できる玩具も多い。

## 作中での経緯

### 開発
1999年、地球に落下した宇宙戦艦（のちのSDF-1 マクロス）から、身長10メートル強の巨大異星人の存在が判明する。オーバー・テクノロジー (OTM) を用いた対抗兵器のひとつとして、空軍・海軍・海兵隊は高機動力と格闘能力を兼ね備える全領域可変戦闘機=VF (Variable Fighter) 計画を発動した。艦隊防空・地上支援・特殊任務などあらゆる用途を検討した結果、航空機と人型ロボットを融合する奇抜なコンセプトが創出された。
航空メーカーのストンウェル社とベルコム社の共同による本機の設計チームは、陸軍系のデストロイドよりも早く2001年2月に結成されたが、前代未聞の新兵器であるために開発は難航した。動力系の新中州重工と陸軍系のセンチネンタル社の協力で、2007年2月に試作機VF-X1が初飛行を迎える。当初、変形モードはファイターとバトロイドのふたつで、ガウォークは変形中に無防備になることを防ぐためのVTOL着陸用の形態として想定されていたが、テスト中に偶然ホバリングによる陸上での高速移動と、優れた安定性によるパイロットの負担軽減という有用性が見出され、急遽機体設計に盛り込まれることになった。
2008年7月にはマヤン島沖のプロトカルチャー遺跡争奪戦において、限界までチューンした従来型エンジン(ターボファンエンジン)を装備した先行量産機「VF-0 フェニックス」が実戦投入され、反統合同盟側の可変戦闘機SV-51と交戦し、その実戦データはVF-1の開発にも大きく貢献することとなる。
制式採用型VF-1のロールアウトは2008年11月、マクロス進宙式のわずか4か月前だった。生産1号機にはデモカラーが施され、統合軍の新型戦闘機として発表されたが、当初は人型に変形することは公表されなかった。1号機はその後、頭部やエンジンを交換し、S型の1号機となった。オーバー・テクノロジーによる超高性能ゆえ、1機あたりデストロイド20機分という陸上兵器としては問題外の超高価格となったが、航空兵器の範疇で見ればさほど常識外とは言えないために量産の妨げとはならず、複数のメーカーで並行生産され、マクロス進宙までに1,000機以上が実戦配備された。むしろ、在来機からの機種転換が課題となり、バトロイド形態の操縦に戸惑うパイロットたちが多かった。

### 開発の流れ
- 異星人の巨大宇宙船が地球に墜落（1999年7月）
- 日、米、露、独、英、仏の共同出資による異星人技術（オーバーテクノロジー）の解析研究機関「オーテック社」設立（2000年3月）
- 対巨人用戦闘兵器システム研究開始（2000年4月）
- 統合戦争勃発（2000年7月）
- VF設計チーム結成（2001年2月）
- オーテック社による新素材開発成功（2001年3月）
- 陸軍主導による、対巨人用陸戦兵器（後の「デストロイド」）システム 試作開始（2001年9月）
- 空軍・海軍・海兵隊主導による、対巨人用全領域可変戦闘システム 試案提出。VF計画（VF-X計画/VF-0計画）開始（2002年2月）
- 「無人戦闘偵察機 ゴースト QF-2200」シリーズ 量産・配備開始。機体制御AIと空戦機動システムの発達（2002年2月）
- VFの開発の前段階として、既存機にOTMを部分的に導入・応用することでアップデート
- VFの開発の前段階として、従来技術を基本に、OTMを部分的に（構造材のレベルから、より多く）導入・応用して新規開発された、非可変戦闘機（Pre-可変戦闘機）である、統合軍主力戦闘機「F-203 ドラゴンII」配備。VTOLノズルと二次元推力偏向ノズルを導入（2003年）
- 反統合同盟も、同じくOTMを部分的に導入・応用して新規開発された、「MiM-31 カリョービン」にて対抗（同時期）
- VF-X1（VF-X-1）の競作機 VF-X-2 開発開始（2003年）
- 「無人戦闘機 ゴースト QF-3000」シリーズの原型機が初飛行（2003年。量産開始は2004年末から）
- オーテック社にて、熱核反応爆弾完成（2004年1月）
- オーテック社にて、超小型熱核反応炉完成（2004年9月）
- OTM改修型「F-14A++ スーパートムキャット」のデータがVF-0の開発に生かされる
- VF-1（VF-X1）の開発の前段階として、技術実証機 VF-0を開発（2002年 - 2005年の間。ファイターモードとバトロイドモードのみ。F-14をファイターモードのデザインベースとする。ステルスデザインを導入。可変戦闘機用の小型熱核反応タービンエンジン（新中洲重工、P&W、ロイスの共同開発）がまだ実用段階に達していなかったため、従来型ターボファンエンジン「EGF-127改」搭載機。ゆえに全領域活動能力はまだない。この時点では非武装）
- VF-0 試作1号機 ロールアウト（2004年12月）
- VF-0が計30機ほど製造される。VF-0各機による各種試験の並行実施とデータの収集。問題点の洗い出しと改善。VF-0の試験データがVF-X1の設計と試作に生かされる
- VF-X1の基本設計が完了（2005年末）
- VF-X1の試作開始（2006年初頭）
- VF-0の試験運用が続けられる（技術上の試験から実用上・運用上の試験への移行。VF-0によるVFパイロットの養成、試験部隊を編成しての集団運用の開始、バトロイドモードでの格闘戦を含むVFの特性を生かした戦技・戦術の開発、各種追加装備の実験、等）(2006年～)
- デストロイド MBR-04シリーズ 正式採用決定（2006年6月）
- 初の小型熱核反応タービンエンジン「FF-1999」実用化（2006年末）
- FF-1999を搭載した「無人戦闘機 ゴースト QF-3000E」の開発。大気圏内外での全領域活動能力を獲得（時期不明）
- 統合戦争がほぼ終結（2007年1月）
- ロイ・フォッカーがVF-X1のテストパイロットとして南アタリア島に転属（2007年1月以降）
- 全規模開発機 VF-X1初飛行（2007年2月。異星人の探知手段に対してステルスデザインは無効であると、また、大量の外部兵装を搭載すればどのみちステルス性は損なわれるので、非ステルスデザインに戻される。熱核反応タービンエンジン搭載機）
- VF-X1の試験飛行中にガウォークモードの有用性が偶然発見される。以後、VF-X1（VF-1）に地面高速移動形態としてのガウォークモードが正式に採用される
- ガウォークモードがVF-0にもフィードバックされ実装される
- 両勢力の競争・戦闘を通じてのVFの開発・発展を促すために、軍事産業が、技術的に遅れていた反統合同盟に、（VFやガウォークモードの情報を含む）OTMを意図的に漏洩・流出させる（時期不明）
- VF-X1 宇宙空間運用テスト開始（2007年6月）
- VF-X1 正式採用決定（2007年11月）
- 反統合同盟、SV-51と、その運用/支援母艦となる、改アクラ級潜水艦多数と強襲潜水艦アウエルシュテット（全長171 m）を開発（時期不明）
- マヤン島攻防戦に、反統合同盟が初の実戦用可変戦闘機 SV-51を投入（2008年。Su-27をファイターモードのデザインベースとする。ステルスデザインを導入。アクティブステルスシステムを導入。マイクロミサイルを導入。従来型ターボファンエンジン「アビアドビガテルD-30F6」搭載機）
- SV-51に対抗するために、急遽、試験機であったVF-0に改造・実戦装備が施され、実戦投入される（2008年7月）
- VF-0の実戦データがVF-1に引き継がれる
- 追加試作機 YVF-1A（VF-1Aの原型）の初飛行と試験。VF-1の量産承認（時期不明）
- VF-1 生産1号機 ロールアウト。熱核反応タービンエンジン「FF-2001」搭載機（2008年11月）
- VF-X-2 開発中止（同時期）
- 4か月間で、VF-1各種が総計1,000機以上、各社で並行生産され、実戦配備される（2008年11月～2009年2月）
- マクロス 進宙（2009年2月）

### 開発企業名に関して
作品世界での設定では、2007年から2009年にかけてストンウェル (Stonewell) とベルコム (Bellcom) が合併し、ストンウェル・ベルコム (Stonewell & Bellcom) として、本機の開発を推進したとされている。ストンウェル・ベルコムと新中州重工の航空機部門が合併したことで、2012年には新星インダストリーが誕生したとされており、第一次星間大戦後は同社がVF-1の製造・改良を行ったと設定されている。

### 実戦
2009年2月、第一次星間大戦が勃発すると、SDF-1マクロスにはフォールド事故に巻き込まれた攻撃空母プロメテウス所属の航空部隊が配備される。おもに防空迎撃任務に就き、一条輝、ロイ・フォッカー、マクシミリアン・ジーナスといったパイロットの活躍で、マクロス捕獲をはかる敵艦隊や機動兵器の襲来を退ける。大戦末期には宇宙戦用の追加パーツを装備したスーパーバルキリーが投入され、最終決戦の「リン・ミンメイ作戦」では、反応弾を装備した、300機を越えるスーパーバルキリーによる対艦一斉攻撃で多大なる戦果を挙げる。

### 引退
戦後は新統合軍下で治安維持活動などに従事。主力機の座を「VF-4 ライトニングIII」に譲り2015年に生産終了となるが、VF-4が大気圏内領域を苦手としていたこともあって10年以上現役機として運用される。2020年以降は退役が進み、民間へ払い下げられスポーツ・レジャー用とされた例も多いが、アップデートにより2060年代まで配備されている機体もある。
また、VF-4や「VF-5000 スターミラージュ」などの後継機もVF-1の基本設計をベースに開発され、汎用機という思想も2030年以降の正統な後継機「VF-11 サンダーボルト」に受け継がれることになる。50年後、AVF（次世代可変戦闘機）計画以降の高性能機が現われるころになっても、VF-1はもっとも愛された機体として抜群の知名度を持ち、愛称の「バルキリー」はVFシリーズの代名詞として一般に定着している。

## バリエーション
基本設計を同じにし、カラーリングや頭部の違いでキャラクターごとの登場機体の個性を出すという手法でいくつかの派生型（バリエーション）が設定された。商品の好調なセールスも手伝い、玩具・プラモデル展開において膨大な商品が発売されることとなった。劇場版制作時には細部の設定やデザインをリニューアルしており、テレビ版と劇場版の違いを合理化するために、「生産ブロックの違い」という後付け設定がなされた。
マクロス進宙に部隊配備が間に合うよう各社で並行生産されたため、同じ生産時期、ブロックでも仕様に相違があり、主な生産型は、A型・J型・S型である。ブロック1から4までの初期型（TV版の機体）と、ブロック5以降の改良型（劇場版の機体）に大別され、ブロック5以降は大気圏外戦闘を主目的として、アビオニクスおよびコックピットの大幅改造が行われている。ブロック4までの変形レバーは操縦系とは別個に設置されており、一瞬とはいえ戦闘中の変形にタイムロスを発生させる要因となっていた。ブロック5以降の改良型の操縦系は変形モードがスロットルレバーと統合され、容易に瞬時の選択が可能となり、キャノピー内面に識別表示が立体投影される。
また、訓練用（D型、VT-1）、偵察用（VE-1）などの派生型もある。

### 超時空要塞マクロス
VF-X1（VF-X-1）
VF-1系の最初の試作機。「飛行試験タイプ」とも称される。熱核反応エンジンや変形機構の実用試作機。機体の大きさはVF-1量産機とほぼ同じ。設定画はファイター形態のものしかなく、設定上はバトロイド形態やガウォーク形態に変形するかは明言されていない。完成機の色はグレーで、エンジンナセル部側面に「TEST」と描かれている。
第33話「レイニー・ナイト」の回想シーンに登場。格納庫内に完成状態の機体とフレーム状態の機体が存在し、さらに、試験飛行の際に滑走路脇にクラッシュ状態の機体が放置されている。脚部の変型テストを行うフレーム状態の機体の原画は、河森正治が描いた。
テスト中、ガウォーク形態のホバリング能力が地表高速移動に適すると判明し、機体構造の見直しと、（ホバリングの最大使用時間を延長する方向に）推進系の調整が施された。
オーバーテクノロジーをより多く採用した競作機「VF-X-2」も存在する。

YVF-1
VF-X1の追加試作型。『THIS IS ANIMATION Special マクロスプラス』に記述がある。
YVF-1A
YVF-1のA型。VF-1Aの原型。詳細は不明。

VF-1A
一般兵士用として各社が並行生産した量産型でVF-1の中でも生産台数はもっとも多い。頭部（カメラ兼銃座）上部にはマウラーRöV-20レーザー機銃1門が装備されている。一般的なカラーリングはライトブラウンだが、第16話「カンフー・ダンディ」に登場するエンジンナセルがオレンジの機体、第19話「バースト・ポイント」に登場する純白の機体など、さまざまなカラーバリエーションが存在する。
VF-1A エンジェルバーズ仕様
VF-1A 5機編隊による統合軍アクロバットチーム「エンジェルバーズ」の機体は青と赤のラインが入っている。ガンポッドは装備しておらず、発煙装置を用いた曲技飛行を披露する。第1話「ブービー・トラップ」に登場。
バトロイド時に「セーラー服を着た女の子」になるようにカラーリングされている。『マクロス・パーフェクト・メモリー』にイラストが掲載されている。
VF-1A キャリヴァーズ
第5話「トランス・フォーメーション」に登場。濃紺に赤いラインが入っている。詳細は不明だが、ファンの間では「ステルス塗装の黒い機体」などと呼ばれていた。のちに非公式設定本の『ヴァリアブルファイター・マスターファイル』にてSVF-26 キャヴァリアーズの機体という設定があとづけされる。
VF-1A 柿崎機
バーミリオン小隊2番機・柿崎速雄の機体は一般機に近いカラーリングだが、胸部パネルが白で、肩がライトブラウンになっている。
VF-1A マックス機
バーミリオン小隊3番機・マクシミリアン・ジーナスの機体は青と白にカラーリングされている。
VF-1A アラスカ統合軍本部仕様
アラスカの統合軍本部の機体はグリーンと白にカラーリングされている。第15話「チャイナ・タウン」に登場。
オーガス・バルキリー
『超時空世紀オーガス』のオーガスに似た形状の機体。頭部形状はVF-1Aで、腰部にはアーマードパック、脚部にはスーパーパックを、胸部および肩部はオーガスのような外装を装備しており、左腕部には丸いシールドを装備している。カラーリングは白と赤。第27話「愛は流れる」、第36話「やさしさサヨナラ」に登場するが、どちらも敵の攻撃で破壊される。みのり書房『マクロス・パーフェクトメモリー』にて、形状が確認できるカットが掲載された。DVDメモリアルボックスの特典ブックレットには、ファイター形態のイラストも掲載された。

VF-1J
新中州重工がライセンス生産の際、A型の火力不足を補うため頭部ユニットを九星重工製の武装強化型へと換装したタイプ。RöV-20を頭部両側面に、片側単装1門ずつ、計2門装備し、頭部そのものが砲塔として旋回を、左右各砲基部が俯仰を行う。最大仰角は180度であり、真後ろを指向することも可能である。もともとはA型同様通常量産機だが、生産地区が限られていたため配備数は少なく、おもに小隊長機、エースパイロット機として運用されることが多い。また初期はアーマード・バルキリーに換装可能なのはJ型のみであった。なおJは「JAPAN」を意味しており、生産区域を表している。一般機はVF-1A同様ライトブラウンのカラーリングとなっている。
VF-1J 一条機
一条輝が入隊（スカル大隊23番機）から、バーミリオン小隊長時代（バーミリオン1）まで使用する機体で、作品における主役メカ的存在である（第6話から第16話まで。オープニング映像は全話を通じて登場）。カラーリングは白地に赤いラインが入ったもの。ケルカリア迎撃戦では輝の独断でアーマード装備で出撃している。
VF-1J（後期型） マックス機
後期生産型はエンジンとアビオニクスに改良が施された。少数のみ生産され、エースパイロットに配備される。マクシミリアン・ジーナス機は青く塗装されている。『マクロスM3』にも登場する。
VF-1J（後期型） ミリア機
ミリア・ファリーナ機は赤地に白のラインが入った機体。『マクロスM3』、『マクロス7』にも登場する。

VF-1S
J型と同様に、ノースロム社がライセンス生産で試みた性能向上タイプ。エンジンを推力向上型FF-2001Dに換装。ブロック12以降のA+型機体に九星重工製の武装・通信・モニター強化型頭部ユニットを搭載する。RöV-20を頭部両側面に、片側連装2門ずつ、計4門装備。コスト面で少数生産に限られたため、中隊・大隊クラスの指揮官機（CAG機）として使用される。
テレビシリーズでは「ロイ・フォッカー・スペシャル」と呼ばれる機体のみが登場する。アメリカ海軍の第84戦闘飛行隊（ジョリーロジャース）を模した黒、黄、「スカル&クロスボーン」のマーキングが施されている。フォッカーが殉職したのちに一条輝に与えられる（第19話以降）。
VF-1D
VFへの機種転換用に改設計された複座型訓練機。VFの乗員養成のために他のVF-1より最優先で生産された。コクピット/機首の伸長により、機体上面パネル（バトロイド時の胸部と背部）の形状が他のVF-1と異なる。コクピット/機首が伸長された分は機首後方の胴体＝胸部にめり込む形状になっているので、機体の全長は他のVF-1と変わらない。これは、胴体のデザインを変更せずに、単に前方にコクピット/機首を伸ばすと、バトロイド形態時に、機首の脚部接続部＝股間部が胸部から離れすぎるからである。そのため、機首後方のエアブレーキは無くなっている。J型と同様、RöV-20を頭部両側面に、片側単装1門ずつ、計2門装備し、ガンポッドとミサイルも装備可能で、非武装のVT-1と異なり、戦闘も可能。後席に観測員を乗せて強行偵察任務も可能。
作品冒頭、一条輝が成り行きでオレンジ色のVT-102号機に搭乗し、劇中では最初に変形を披露する。
VF-1D 一般機
ライトブラウンのカラーリングのVF-1D。第25話「バージン・ロード」に登場。
VF-1D バージン・ロード
第25話「バージン・ロード」に登場。マックスとミリアが星間結婚式で使用する複座型の機体。マックスのパーソナルカラーの青に塗装されている。また、機首にあるカウンターバーニアがレーザー砲に改装されている。白いタキシードを着たマックスとウェディング・ドレスを着たミリアが搭乗する。結婚式の最中にゼントラーディ軍との戦闘になり、出撃する。

### 超時空要塞マクロス 愛・おぼえていますか
劇場の大スクリーンでの鑑賞に堪えるようにディティールアップされている。コクピットの設定も変更されている。指が角ばったものになっており、タッチセンサーが設置されている。
VF-1A
一般機はライトブラウンのカラーリングとなっている。『THIS IS ANIMATION Special マクロスプラス』などの後年発表された書籍では大気圏外用に改良され、頭部カメラの仕様も異なるブロック5以降の機体をA+（エープラス）型と区別する場合もあるとしている。
VF-1A 一条機
劇場版の一条輝はJ型に乗らず、白地に赤と黒のラインマーキングが施されたA型に搭乗する。コクピットカバーにはスカル小隊の髑髏が描かれている。機体番号は011。ミンメイ救助の際に閉鎖区画に突っ込んで全損。
VF-1A 柿崎機
劇場版の柿崎機は白地に緑と黒のラインマーキングになっている。機体番号は012。地球・遺跡都市におけるメルトランディ軍との戦いでミリア機に撃墜される。
VF-1A マックス機
劇場版のマックス機はテレビ版のA型とはカラーリングのパターンが異なる。カラーリングは青だが、一条機同様のラインパターンになっている。機体番号は013。

VF-1J
劇場版では土星軌道上の戦闘にてSDF-1の直援部隊のアーマード・バルキリーが1カット映るのみ。カラーリングはテレビ版の一条機とほぼ同じで、機体番号310でH・Yのマーキングがある。
VF-1S
劇場版ではJ型に代わり小隊長機として複数が配備されており、スカルワン（スカル小隊長機）だけでもフォッカー機、マックス機、一条機の3機が登場する。フォッカー機、一条機は後述のストライクパックを装備する。
VF-1S ロイ・フォッカー・スペシャル
フォッカー機はカムジン03350と相討ちとなり爆散する。カラーリングはテレビ版同様で白地に黄と黒。
VF-1S マックス機
フォッカーが戦死し、一条輝が行方不明になったためスカル小隊隊長になったマックスに与えられるVF-1S。カラーリングは白地に青と黒。遺跡都市における戦闘でミリアのクァドラン・ローとの死闘の後、マックスがメルトランディに帰化し未帰還となる。
VF-1S 一条機
マックスがメルトランディとの戦いで行方不明になったためスカル1となった一条輝に与えられたVF-1S。カラーリングは白地に赤と黒。ボドルザーとの最終決戦に出撃する。

VT-1 オストリッチ
ノースロム社が生産したブロック5以降の後期生産型をベースにした複座型訓練機。非武装の純訓練機であり、空戦能力を要求されないため、機首や翼面形状、背部ブースターパックの畳み方が、VF-1とは異なる。主翼翼端には姿勢制御スラスターを追加。大気圏外ではプロペラント容量を増した専用スーパーパックを装着し、その場合の愛称は「スーパー・オストリッチ (Super Ostrich)」。
VF-1Dとの訓練機としての最大の違いは、VF-1Dが前席の訓練生席と後席の教官席の高さが同じなのに対し、VT-1は、教官が訓練生の様子や操作の状況を把握しやすいように、また非常時に教官が操縦する際の視界を改善するように、訓練生の座る前席よりも教官の座る後席の位置を少し高くした、「スタジアム・シーティング」を採用している点である。また、複座のVE-1も同形状の機首を採用している。そのため、VT-1とVE-1は、他のVF-1バリエーションよりも、キャノピーから機首後端にかけて、膨らみが大きくなっている。そのため、背部ブースターパックをVF-1と同じように折り畳むと、折り畳まれた垂直尾翼の位置が高くなり、尾翼端が背部スーパーパーツと干渉するために、VT-1とVE-1では、背部ブースターパックを折り畳んだ際に、胴体より浮かせて、垂直尾翼を折り畳まずに立てることで、干渉を防ぎ、背部スーパーパーツの装着を可能とした。
バトロイド形態時の頭部は丸いディスクレドーム状でアンテナが付いており、VF-1Dとは印象が大きく異なる。なおバトロイド形態のラフデザインは起こされていたものの、劇場版の作中ではバトロイド形態が登場しなかったため、PlayStation 2用ゲームなど、バトロイド形態が登場しない作品もある（設定上は3段変形可能であり、PlayStation Portable用ゲーム『マクロスアルティメットフロンティア』など、それを再現したゲーム作品も少なくない）。VF-1Dと同様のオレンジ色の塗装が施されている。一条輝がリン・ミンメイを連れ出したときに使用する機体の番号はVT-102。
VE-1 エリントシーカー
VT-1と同型の複座型バルキリーにEWAC (Early Warning And Control) システムを搭載した早期警戒管制機。長距離偵察を行い、大型レドーム、通信アンテナ、強力な各種センサーなどで味方機への管制、誘導等を行う。マクロスの主砲射撃をサポートするほか、電子戦機としても活動する。愛称は「エリントシーカー (Elint Seeker)」。
劇場版に先駆けて、テレビ版版第27話「愛は流れる」に、大型レドームを搭載したファイター形態の機体が一カットだけ描かれている（対ボドルザー戦直前）。小学館『ホビーハンドブック1 超時空要塞マクロス』（1983年5月9日発売）において設定された複座偵察型バリエーション「VEFR-1 ファニーチャイニーズ」に宇宙用の装備を追加してクリンナップしたものであり、大型レドーム、センサーなどの特徴的なデザインはすでにこの時点で完成されている。VE-1のバトロイド形態は劇場版では登場せず玩具化まで公開が待たれたが、雛形となったものは一足早くこちらで明らかとなっていた。小学館発行の『マクロス・ザ・ムービー』311頁に設定画が書き下ろしで掲載。バトロイド形態の後ろ姿の画がバンダイ発行『模型情報』1985年8月号の18頁に掲載された。

### 超時空要塞マクロス THE FIRST
美樹本晴彦による漫画『超時空要塞マクロス THE FIRST』ではテレビ版と劇場版の設定を踏まえつつ、設定のリニューアルがなされている。なお、どの型もコクピットは劇場版と同様のデザインになっている。
VF-1D
頭部のデザインは天神英貴によるもの。基本設定はテレビ版と同様であるが、デザインが変更された頭部にはレーザー砲のほかに訓練用センサーが追加されているため、あたかもレーザー砲が4本装備されているように見えるようになっている。
VF-1J改
河森がVF-1Jの元デザインを気に入っていなかったために変更した結果、頭部カメラのゴーグルがやや細くなっている。
一条輝機のカラーリングは白地に黒と赤のストライプが入った劇場版のカラーリングに近くなっている。
スーパークルーザー
宇宙空間での航続距離の短さを補うための宇宙戦闘用強化パーツ案。
スーパーマニューバー
機動性を高めるための高軌道型装備でミサイルを振り切ることも可能とされている強化パーツ案。
スーパーアタッカー
攻撃力を高めるための重武装型装備。デストロイド・トマホークの荷電粒子砲とディフェンダー用の速射砲を搭載する強化パーツ案。

### 超時空要塞マクロス スクランブルバルキリー
スクランブルバルキリー
2010年を舞台とするゲーム『超時空要塞マクロス スクランブルバルキリー』には試作型の新型バルキリーが登場する。なお、この機体の呼び方については「スクランブルバルキリー」「NEWオリジナルバルキリー」「NEWバルキリー」「オリジナルバルキリー」と統一されていない。スーパーパックにさらに追加の新兵装のミンメイ・キャノンを備える。ミンメイキャノンは特殊音波兵器で、サウンド発生装置と投影装置により特殊なフィールドを形成する。バルキリーが攻撃待機状態で、ゼントラーディがこの特殊フィールドに接触すると、文化の力で味方にすることができる。
VF1SOL-S スクランブルバルキリー 一条機
バランス型の機体で武装はストレートレーザー、ツインボンバー、マクロミサイル、ガンポッドを使用する。カラーリングは白地に黄色と黒で、パイロットは一条輝。
VF1SOL-J スクランブルバルキリー ミリア機
攻撃重視型の機体で武装はラピッドファイアー、ウェーヴレーザー、メガスマッシュを使用する。カラーリングは赤で、パイロットはミリア・ファリーナ。
VF1SOL-A スクランブルバルキリー マックス機
防御重視型の機体で武装はクイックバルカン、エネルギーシールド、スーパーホーミングレーザーを使用する。カラーリングは青で、パイロットはマクシミリアン・ジーナス。

### 超時空要塞マクロス2036
アタックバルキリー
2036年を舞台とするゲーム『超時空要塞マクロス2036』、2037年を舞台とする『超時空要塞マクロス 永遠のラヴソング』に登場するVF-1の改良型で通称「アタックバルキリー」。A型、J型、S型と同様に頭部レーザー砲が1門、2門、4門のAR型、JR型、SR型の3種類があるが形状はそれぞれ原型機と異なっている。
おもにバトロイド時に推力を偏向して機動性を向上可能なブースター下部ユニット可動式の「スーパーパック II」が標準装備された。後方にも攻撃可能な「ハーピー」、貫通力の高い強力なエネルギー弾を発射する「エレメンタル」、誘導ミサイル「ヒドラ」などの武装を選択して装備可能。攻撃にも転用可能なピンポイントバリアシステム「セイレーン」も搭載している。
VF-1AR
一般機。頭部レーザー砲は1門。カラーリングはグレー地にディープイエローのラインマーキングが入る。
VF-1JR
頭部レーザー砲は2門でカメラはゴーグル型。ロット・シーン機のカラーリングは白地にレモンイエローのラインマーキングが入る。
VF-1SR
頭部レーザー砲は4門。パイロットはマクシミリアン・ジーナス、ミリア・ファリーナ・ジーナス夫妻の長女コミリア・マリア・ジーナス。カラーリングは白地に赤のラインマーキングが入る。

### マクロスプラス
2040年が舞台のOVAおよび劇場版『マクロスプラス』では、VF-11 サンダーボルトなどの後継機が登場し、VF-1は退役が進んでいる。同作品では標的機として使用される機体として登場する。
VF-1J
『マクロスプラス』第2話に1カットのみ登場。カラーリングは白で、黒いラインが入っている。西暦2040年、惑星エデンのニューエドワーズテストフライトセンターで行われた次世代主力可変戦闘機開発プロジェクト「スーパー・ノヴァ」計画に標的機として使用される。YF-19とYF-21のバトロイド射撃テスト時にヌージャデル・ガーに抱えられている。本来は撃ってはいけない目標のはずだが、イサム・ダイソンのYF-19は関係なくペイント弾を当てる。

### マクロス7
2045年を舞台とするテレビアニメ『マクロス7』においても後継機のVF-11が軍の主力となっており、VF-1はおもに民間への払い下げ品として登場する。
VF-1J ミリア機 / スーパーパック装備
『マクロス7』第13話「フォールドアウト」より登場。新マクロス級7番艦マクロス7の居住ブロック「シティ7」の市長になったミリア・ファリーナ・ジーナスが第一次星間大戦時から保管していた赤い機体。当時とは若干異なり、ヘッドユニットのマスクの部分も赤く塗られている。バロータ軍の罠によって戦闘ブロックのバトル7と離れ離れになったため、30年を経て実戦投入される。ミリアや娘のミレーヌ・フレア・ジーナスはバロータ軍の主力機エルガーゾルンとも互角に戦うが、ガムリン・木崎搭乗時にプロトデビルンの攻撃で爆散、機首ブロックのみ回収される。なお、速度性能はともかく、運動性に関してはまだ現用として通用する。
VF-1A、VF-1D、VF-1J、アーマードバルキリー
バトル7と離れ離れになったシティ7において、市長のミリアの提案でバトロイドカーニバルが開催され、市民の所有する多数のバトロイド（デストロイドも含む）が集められる。パイロットも市民の中から募集し、適正試験が行われるものの、実戦に参加する者は現れず、最終的には無人のままバロータ軍の襲撃で破壊される。第15話「乙女のジェラシー」に登場。
作業用バルキリー
2047年を舞台とするOVA『マクロス ダイナマイト7』（1997 -1998年発売）に登場。腕部が溶接機になっており、マクロス7の修理を行う。
VT-1C オストリッチ
『マクロス ダイナマイト7』に登場。余剰機を民間に払い下げた機体。辺境惑星のゾラでも複数の機体が払い下げられ、ゾラ湾岸警備隊やグラハム・ホイリーが所有している。本来は非武装だが、ゾラ湾岸警備隊のものやグラハム機は銀河クジラ対策としてハープーン・ガン型ガンポッドを装備している。劇場版『愛・おぼえていますか』に登場したものとは異なり、三形態の設定画が用意されており、劇中でもバトロイド形態に変形する。独自の形状の新型スーパーパックを装備しており、大気圏脱出も可能。機首形状は短く丸っこい。これは安全対策の施された「バンダイ ハイメタル VT-1 スーパーオストリッチ」（1985年4月発売）の影響である。機首の尖ったVT-1が立体化されるのは、「ハセガワ 1/72 VT-1 スーパーオストリッチ」（2001年11月下旬発売）からである。

### マクロス デジタルミッション VF-X
VF-1X-plus
2020年代、すでに旧式となったVF-1を新技術でアップデートした機体。エンジンをFF-2079Jに換装し、アビオニクスや機体一部の材質も改装された。最高速度はM3.05（高度10,000m）、M4.28（高度30,000m以上）へ向上したが、機体性能はスーパーパック装備でようやく当時の標準機VF-11に並ぶほどでしかない。おもに訓練機として用いられたとされているが、実戦にも参加している。頭部はVF-1Aに準じたレーザー機銃が1門の機体と、VF-1Sに準じた4門の機体がある。
VF-1X-plus ヴァルハラIII所属機
2047年を舞台にした『マクロス デジタルミッション VF-X』には強襲潜航母艦ヴァルハラIIIの所属機が登場する。機体のカラーは『愛・おぼえていますか』のVF-1A一条輝機に準じた白地に赤と黒。隠し機体としてマクシミリアン・ジーナス機と同仕様のスペシャル機も登場。
VF-1X-plus レイヴンズ所属機
2050年を舞台にした『マクロス VF-X2』には新統合軍の第727独立戦隊VF-Xレイヴンズの所属機が登場する。VF-1A量産機同様のサンドブラウンの機体と、VF-1Sフォッカー機同様の白地に黄色と黒の機体が存在する。スーパーパック、アーマードパックも使用する。

VF-1S マリアフォキナ・バンローズ機
『マクロスVF-X2』に登場。反統合政府組織ビンディランスのリーダーであるマリアフォキナ・バンローズの乗るVF-1S。赤地に白のラインマーキングが施されている。特務部隊VF-Xの所有するAVFとも互角に渡りあう。

### マクロス・ザ・ライド
VF-1X++ ダブルプラス
2057年に新星インダストリーがVF-1X-plusを改良し、少数生産した機体。第一次星間大戦後のOTM技術により、機体強度を向上させつつも軽量化を実現している。VF-1は2050年代でも払い下げられた機体の台数が多いため、素性を隠すために特務部隊などに需要がある。
VF-1X++ ダブルプラス ハクナSP
2058年を舞台にした『マクロス・ザ・ライド』に登場。主人公のハクナ・青葉がバルキリーレースのバンキッシュ用に改造した機体。元は新統合軍の特務部隊エトワール・フィランで使われていた機体。ハクナ機はエンジンをLAI社製のELA-3000熱核バーストタービンに換装しており、脚部にVF-11用のスーパーパックを強引に装備することで、最新のVF-19とも渡りあう。カラーリングは白地にトビウオをモチーフにした赤いマーキングが入る。

### マクロスF
VF-1A
2059年を舞台とするテレビアニメ『マクロスF』に登場。新マクロス級25番艦マクロス・フロンティア船団内の美星学園高校の屋上にレストアされた機体がファイター形態で飾られている。塗装・マーキングは劇場版『マクロス』冒頭で一条輝が搭乗していたスカル11を再現しているが、細部が異なる。テレビアニメ版では飾ってあるだけだが、小説版ではリチャード・ビルラーがこれに乗ってミンメイのもとを目指して旅立つ。
VF-1J
漫画版では美星学園の屋上に飾ってあるのはVF-1Jになっている。アルトとシェリルが実際に乗って動かす。
VF-1C
小説版『マクロスフロンティア』においてその存在が語られる機体。VF-1Aを民生用にデチューンしたもので、主人公の早乙女アルトらが通う美星学園のパイロット養成コースにおいて、実習用に用いられている。また、『マクロスエース Vol.004』に掲載された短編「アクターズ・スカイ」では、映画「BIRD HUMAN -鳥の人-」でシン・工藤役を演じる俳優、アキラ神島がVF-1Cへの搭乗経験を語る。
VF-1X++
小説『劇場版マクロスF イツワリノウタヒメ』では深紅のVF-1が登場し、ランカがオンラインゲームのオープニングムービーの撮影に使用する。
『劇場版マクロスF サヨナラノツバサ』ではランカがファーストライブの「恋はドッグファイト」にてこれに乗って登場する。
VE-1 エリントシーカー
小説『劇場版マクロスF イツワリノウタヒメ』に登場、第一次星間大戦から50年が経過した2059年には民生用として使用されている。作中では「TV STAFF」とマーキングが入った機体が登場し、オンラインゲームのオープニングムービーの撮影をする。

### マクロス30 銀河を繋ぐ歌声
『マクロス30 銀河を繋ぐ歌声 』の舞台となる辺境の移民惑星ウロボロスでは、移動や作業用に民間のVFが多数流通している。一方で、これらを悪用するバンデットと呼ばれる者があとを絶たず、新統合軍やS.M.Sのほかにも、ライセンスを付与されたハンターと呼ばれる自衛組織もVFを使用している。2060年、惑星の各地に存在するプロトカルチャー遺跡の異変によりさまざまな時代からバルキリーが召喚される。そのほか、惑星ウロボロスのS.M.S支社にはプロトカルチャーの工場衛星があり、設計図とパーツがあれば歴代のVFを開発・生産できるようになっている。オプションパックとしてスーパーパック、ストライクパック、ダブルストライクパックが登場する。
VF-1 S.M.S ウロボロス支社仕様
第一次星間大戦時の量産機VF-1バルキリーをS.M.Sウロボロス支社にて再現した機体。ガンポッドの他にアンチ・ドラグノフ・マテリアル・スナイパーライフルを装備する。カラーリングの変更も可能。
VF-1 ハーヴァマール仕様
新統合軍特務部隊VF-Xハーヴァマールの使用するVF-1。濃紺にオレンジのワンポイントが入ったカラーリングとなっている。

### マクロスΔ
西暦2067年を舞台とする『マクロスΔ』に登場。
VF-1EX
星間複合企業体ケイオス・ラグナ支部の母艦「マクロス・エリシオン」に配備されている訓練機。VF-1は初就役から半世紀以上に渡って改良され続けており、その豊富な運用実績を基に2060年代の最新技術を組み合わせることで、現用機ほどではないながらも非常に高性能な機体に仕上がっている。「YF-24 エボリューション」で実用化された射出シート兼用の耐Gスーツ「EX-ギア（エクスギア）」をコクピットに導入しており、型式番号の「EX」もこれに由来する。頭部形状はJ型と同型のゴーグル型。
VF-1EX ハヤテ・インメルマン機
練習生用の機体。カラーリングは白地にスカイブルー・黒の塗り分けで、マックスにあやかって塗装されたという説がある。AIの介入によるオート操縦を嫌うハヤテは、途中からマニュアル操作に切り替える。
VF-1EX ミラージュ・ファリーナ・ジーナス機
教官用の機体。カラーリングは白地に赤・黒の塗り分けで、こちらはミリアにあやかったものだとされる。不測の事態に備え、練習生機の遠隔操縦機能を持つ。
VF-1EX 一般機
PlayStation Vita用ゲームソフト『マクロスΔスクランブル』の「旋風 ドッグファイト」に登場。上記のハヤテ機、ミラージュ機の他にもケイオスの訓練機が多数登場する。カラーリングはオレンジ色。

### ヴァリアブルファイター・マスターファイル
書籍『ヴァリアブルファイター・マスターファイル』シリーズ独自の派生型（オリジナルバリエーション）。
VF-1G
上部にディスク・レドームを搭載した早期警戒・航空管制用の機体。大気圏・重力圏内能力を重視した生産ブロック4 までの初期型を母体とした。
VF-1N
2019年より改修されたVF-1A型。後期生産型のVF-1のエンジンをFF-2008に換装し、アビオニクス（航空電子機器）が近代化改修されている。
VF-1JA
新中州重工がVF-1を生産する際に生産工程やパーツチェックの確認のためにA型の図面を元に製作された組立検証機、その後マクロスに納品され実戦配備された経緯を持つ。造られたのがJ型の頭部が納品される前だったために頭部はA型で電子機器の構成がJ型に近い。なお、JA型という型番は著書内にて便宜上つけられたもの。
VF-1X
2018年頃から新星インダストリーによって近代化改修されたVF-1。初期型のVF-1にVF-4用のエンジンを小型化したFF-2012を搭載する。燃料核電池を搭載し、ファイター形態でも部分的にエネルギー転換装甲を稼働可能にしている。このほか、アビオニクスもアップデートされている。改修機と新造機を併せて400機程生産されたとされる。
- アクティブ・ステルス・システム更新 - ゼントラーディ軍の使用する索敵レーダーの周波数に同調。更にはこれらの索敵パターンや変調システムに合わせて、ソフトウェアを改修。
- 機体統合管理制御システム「アンギラス」の更新 - ANGIRAS (Anti Newmann-type Generalize Intergrated Renomarization Aided System) のマイクローン化したゼントラーディ軍人の運用を可能とする ANGIRAS / AD-3 への更新。
- 航空電子機器の更新 - ゼントラーディ軍の索敵レーダーやセンサーの周波数に同調可能。VF-4 ライトニングIII の APG-995 を VF-1 系用に調整した APG-997 を搭載。

VF-1P フレイヤバルキリー
VF-1Xと同時期にステルス性能の向上を目的に第二世代の可変戦闘機の水準まで、VF-1を近代化改修した機体。
外観上の特徴として機体形状が可能な限りステルスフォルムに変更されている。VF-5000 の開発経験がフィードバックされているため、第二世代機体と遜色のない性能を会得している。またFASTパックはステルス性能とプロペラント容量が拡大した専用装備となっている。
変形時の強度不足の不安点解消のために機体の骨格（エアフレーム）の一部を換装、機体各部を航空力学的に最適化、機体形状を可能な限りステルス対応化（非連続面の開閉パネル・脚収納庫扉。その他パネルライン・接合面の非連続化と突出部のミクロン単位での減少）を行った。また X型の中にも後にこの改修を行った機体もある。
VF-1A 3号機「アマンダ」
2008年12月にロールアウト。L-5のラボ・ステーションで大気圏外装備のテストに使用されたあと、機体･エンジンの耐久性とANGIRASの自律機能のテストとして土星までの無人往復航行「プロジェクト・トラピス」に投入されることとなり、エンジンの改良と巨大な反応剤・プロペラント外部タンクの追加が行われた。
チームリーダーの妻の名にちなみ「アマンダ」と命名された同機は2009年5月にL-5を出発したが、その後ゼントラーディの攻撃によりL-5ラボは壊滅、プロジェクトの存在自体が忘れ去られた。しかし2025年、月軌道に帰還した「アマンダ」は回収され、調査の結果土星往復を達成していたことが判明した。その後、出発時の姿に復元されて月面アポロ基地に展示されている。
VF-1DA
センチネンタル社で生産された複座型の機体。頭部ユニットはA型と同様で、カラーリングはオレンジ色となっている。便宜上DA型と分類されているが、書類上はD型。
VR-1A-RF
星間大戦時のヨーロッパで生産された偵察用の能力向上機。SDF-1マクロスには2機が配備された。
VR-1D
複座型の偵察機。機首にセンサーが増設されており、ガンポッドの代わりに複合センサーを搭載した戦術偵察ポッドを懸架する。
VF-1L モンキーバルキリー
2011年初頭に生産されたファイター形態固定の簡易量産タイプ。レーザー砲塔、可変機構を廃したことで軽量化、搭載プロペラントの増量が実現し、ファイター形態に限って言えばVF-1Aよりも高性能化した。
QVF-1
不要となったVF-1Lを無人機として改修したもの。大半は標的機として使用された。
VF-1Z
『VF-1バトロイド』109頁に登場。同シリーズの設定ではVF-1は西暦2020年に退役している。しかしVF-1はノウハウが無い中作り上げられた初の量産VFということもあり、後の機種から見れば必要以上に頑丈に作られており、退役時点での機体寿命は数十年残っていた。VF-1の能力不足が問題とはならない辺境宇宙など限られた状況下では小型で頑丈というという特性からその後も使い続けられ、保守部品も製造が続けられていた。そして個々の保守部品を新技術によりアップデートするよりも機体そのものを全面的に再設計してはどうかという意見により生み出されたのがZ型となる。EX-ギアシステムの登場によりさらなる改修を受けVF-1EXへと発展した。

### その他
VF-1B
第一次星間大戦後、オーバーホール中のA型の機体にS型頭部ユニットを搭載したもので、非公式にB型と呼ばれる。『THIS IS ANIMATION Special マクロスプラス』に記述がある設定のみの機体。非公式設定本の『ヴァリアブルファイター・マスターファイル』ではイギリスのデビランド社製のタイプをVF-1Bとする予定だったが、生産が間に合わなかったため、A型に包括されたとしている。
VF-1A-EVO / VF-1J-EVO / VF-1S-EVO
PCゲーム『超時空要塞マクロス since1983』に登場するVF-1シリーズ。実際にはゲームには通常のVF-1は登場せず、すべてこのEVOという型番の付いた機体となっている。通常機体との違いは不明。しいて挙げるとすれば全機体共通でストライクパックを装備するという点。

## 追加・拡張装備
VF-1は運用の柔軟性を拡げた結果、作戦ごとの要求性能を満たさない点が課題となった。このため、開発当初から脱着・使い捨て式のサブシステムが計画され、新中州重工によって開発された。これらの追加装備を受け、VF-1は真のマルチロールファイターとして評価されるに至った。

### アーマードパック
GBP-1S プロテクター・ウェポンシステム
陸戦における装甲の脆弱性および必要以上の高出力といった問題点を解消すべく、新中州重工によって開発されたバトロイド形態用の全身装甲兵装システム。これらを装着した状態は「アーマード・バルキリー」と呼ばれる。外観の一部は格闘戦用デストロイド・スパルタンに類似しているが、開発は別会社である。この状態ではバトロイドのみに形態が固定されて変形は不可能となるが、装甲は戦闘中でも分離ボルトを点火することで瞬時に各追加外装を「分離&排除」（パージ）することが可能である。固定武装は両腕に“エリコーンGA-100 高速徹甲クラッシャー”3連×2（1基あたり弾数3発、計18発）、全身に「エリコーンGH-32 グレネード・クラッシャー」計56発（次発装填なし、一斉射分のみ）。本来は陸戦用の装備とされており、強行突入や単独迎撃などの特殊任務で使用されるが、マクロス艦上ではデストロイド部隊に混じって対空戦闘にも参加し、宇宙空間でも十分な性能を発揮する。その際の運用実績により、近距離まで接近してきた敵機には無数のミサイルで弾幕を張る戦法が最良と判明する。
重装甲と全身のミサイル装備により、攻撃能力は局地戦兵器デストロイドに比する。重量は16.2トンで、装着時におけるVF-1の全備重量は34.7トンと倍加するが、剰余推力によってホバリングやジャンプも可能である。初期は開発メーカー（新中州重工）の関連からJ型にしか対応インターフェイスがなかったが、後には複座型を除くほぼ各型に対応できるよう改良された（イマイ1/170プラモデルシリーズでは、複座型のアーマードも商品として存在している）。
一説には、ノーマルタイプのバトロイド形態に先駆けてアーマード形態がマスメディアには公開されていたと言われており、当時はまさかこの機体が航空機に変形するなどと想像する者はいなかったという。
アーマード・ガウォーク
ガウォーク形態専用のプロテクター・ウェポンシステムも存在し、こちらを装備した機体は「アーマード・ガウォーク」と呼称される。機体上部に二連装のマウラーPBG-53液冷式荷電粒子ビーム砲を戦車の主砲のように装備する。肩の武装など一部の装備はバトロイド形態のものと共通だが、この状態でも装甲をパージしないかぎり変形は不可能である。劇中には登場せず、アニメ誌にイラストが掲載された。

### ファストパック（スーパーパーツ）
FAST Packとは現用戦闘機F-15のコンフォーマル式燃料タンク（Confomal Fuel Tank）の別名で、FASTとは英語で“Fuel And Sensor Tactical”の略で「燃料、および戦術センサー」を意味する。従来型航空機の燃料を宇宙空間で必要となる推進剤（プロペラント / propellant）に置き換え、追加装備の印象から劇中追加装備の命名として引用したものである。「スーパーパーツ」または「スーパーパック」とも呼ばれる。
スーパーパック
新中州重工によって開発された大気圏外運用時のネックである稼動時間、行動範囲の延長、さらに機動性と火力の向上を図ったユニット。背部、腕部、脚部（エンジンナセル）にユニットを装備する。
NP-BP-01 ファストパック、HMMP-02 マイクロミサイルポッド
背部に装備される化学式液体燃料ロケットブースター2基。前面のミサイルポッドには1基につき24発のマイクロミサイルを搭載している。
NP-AR-01 マイクロミサイルランチャー
腕部に装備されるミサイル装甲ブロック。TV版と劇場版で形状が大きく異なる。
CTB-04 コンフォーマルタンク/高機動スラスター
両エンジンナセル側面の反応エンジン用大型プロペラントタンク。バーニアノズルが1ユニットにつき5基設置されている。

機体上部のユニットがファストパックであることから、これらのユニットを装備した機体は「ファストパック装備型バルキリー」通称「スーパーバルキリー」と呼ばれる。なお、開発時は「ブービーダック」のコード名で呼ばれた。
これらのパックはVF-1各機種に装着でき、GBP-1Sと異なり三段変形の利点を損なわない。各パーツは爆発ボルトによる分離が可能。大気圏内では空気抵抗が大きいため、宇宙空間からマクロス艦内に突入する際などにはパージする。戦闘時の加速力・機動力・火力すべてに数倍の性能を引き出し、宇宙におけるバルキリーの標準装備となる。また、VF-11など後継の可変戦闘機にも継承されている。
テレビ版『超時空要塞マクロス』では第24話「グッバイ・ガール」でVF-1Sに初めて装備され、一般機に普及したのは第27話「愛は流れる」とかなり遅いが、劇場版『愛・おぼえていますか』では冒頭からほとんどの機体に装備されている。
ストライクパック
通常、スーパーパックの背部両ロケットブースターの前部ハードポイントにはマイクロミサイルポッド2基を装備するが、正面左側、パイロットから見て右側にマウラー Rö-X2A 連装ビームカノンを付けるオプションもある（機構上では左右どちらも装着可）。ただし、高価で取り扱いが難しいため、基本的にはS型（隊長機）しか使用を許可されない。この仕様は「ストライクバルキリー」と呼ばれる。劇場版『愛・おぼえていますか』ではスーパーバルキリーが大気圏外運用時の標準仕様と設定されたため、隊長機用としてストライクパックが設定された。
ダブルストライクパック
マウラー Rö-X2A 連装ビームカノンを左右両方に装備したストライクパック。西暦2060年の惑星ウロボロスを舞台とする『マクロス30 銀河を繋ぐ歌声』に登場。S.M.Sウロボロス支社にて製造され、リオン・榊やミレーヌ・ジーナスの機体に装備される。
VT-1用スーパーパック
新中州重工によって開発された可変練習機VT-1用のスーパーパック。武装は施されておらず、通常のスーパーパックよりもプロペラントが増量されている。
NP-BP-T1 FASTパック
プロペラント容量を増やした大型プロペラントタンク兼ブースターユニット。姿勢制御用のバーニアも設置されている。
NP-AU-T1 腕部ユニット
プロペラント容量を増加させるユニット。ファイター形態では胴体下プロペラントタンクとなる。形状はNP-AR-01 マイクロミサイルランチャーと同じだが、内部にマイクロミサイルは入っていない。機体色と同じオレンジ色に塗装されている。劇場版『愛・おぼえていますか』劇中では装備しないが、1985年にバンダイより発売された可変トイ「HI-METAL バリアブルトレーナー 1/55 VT-1 スーパーオストリッチ」に付属する。
NP-FB-T1 コンフォーマルタンク
プロペラント容量を増加させるユニット。ユニット上下が膨らんだ形状になっている。姿勢制御用のバーニアも設置されている。

索敵・空中管制用パック
VE-1に搭載される早期警戒・電子戦用のオプションパック。武装は施されていない。新中州重工とビフォーズ社が開発した。
NR-BP-E3 ブースター
APS-201監視レーダーを内蔵したレドームを装備したブースターユニット。目のようなマーキングが施されている。
NR-SR-E3、NR-SL-E3 腕部コンテナ
通信中継用のHF、VHF、VLF各種アンテナを装備したユニット。右腕部がSR、左腕部がSL。
NR-FS-E3 追加増装
両脚エンジンナセル部に装備されるコンフォーマルタンクユニット。姿勢制御バーニアの他に後方監視レーダーが装備されている。

### その他の拡張装備
大気圏外脱出用ブースター
VF-1を地上基地から宇宙へ打ち上げる際、機体後部に連結される。全長18.9m、通常型ロケットエンジンを使用（推力22,500kg×4×4）、分離後は補助翼を広げ、自動操縦で基地に帰還する。一部にゼントラーディ系技術を導入したため、従来の地球兵器とは異なるフォルムを持つ。テレビ版第30話「ビバ・マリア」に登場。
SDP-1 スタンピードパック
PC-9801ゲームの『超時空要塞マクロス ラブストーリーズ』、『超時空要塞マクロス スカルリーダー・コンプリートパック』に登場するゲームオリジナルの機体、スタンピードバルキリーの特殊装備。通常のスーパーバルキリーやストライクバルキリーでは対ゼントラーディ艦火力の不足が指摘されていたため、攻撃力に特化した変形可能なアーマードバルキリー的な機体として登場する。特殊な変形を可能とするために頭部や腕部の取り替えなど機体の事前改修が必要であるうえ、ガウォーク形態が存在しない。
荷電粒子砲、クラスターミサイル、ガトリング・ガンポッドなど、戦艦の撃沈に十分な強力な火器を装備しているが、機動性に欠けている。
マイクロミサイルランチャーパック
PlayStation用ゲーム『マクロス デジタルミッション VF-X』用に河森正治がデザインしたVF-1用のオプション装備。スーパーパックと似ているが、ブースターパック前部がマイクロミサイルランチャーになっている。また、バトロイド形態時に機体正面を向くようになっている。脚部にもミサイルランチャーを装備する。
ダブルプラス用スーパーパック
VF-1X++ ダブルプラス用のスーパーパック。外観は通常のVF-1用のスーパーパックと同様だが、ミサイルや推進剤の代わりに慣性蓄積コンバーター (ISC) とそれを起動するためのバッテリーが搭載されている。
2058年のバンキッシュレースに参加したハクナSPを使い、LAIとS.M.Sによるデータ収集を経て、ランカの乗る赤いダブルプラスに搭載される。小説版『劇場版マクロスF イツワリノウタヒメ』に登場。

## 商品化
キャラクター商品としてもバリエーション展開が豊富で、放映当時イマイ、アリイの2メーカーから発売されたプラモデルも高い人気を得たが、特にタカトクトイスの1/55変形玩具は高学年層にも支持され、シリーズ累計100万セットを超える大ヒット商品となった。これらの魅力から、後続の「超時空シリーズ」をはじめとする変形メカブームが起こり、ロボットアニメの主流である日本サンライズ系作品においても、番組後半から飛行形態をもつ変形主役メカが登場するパターンが見られた（『聖戦士ダンバイン』のビルバイン、『重戦機エルガイム』のエルガイムmk-II、『機動戦士Ζガンダム』のΖガンダム）。元バンダイデザイナーの野中剛は、タカトクの競合企業バンダイが1980年代半ばに多用した閉じた状態から開く変形パターンの玩具についてバルキリーからの影響を指摘している。
21世紀に入り、複雑なメカニックデザインが多くなってからもVF-1の流麗なフォルムは人気を保ち、玩具・模型（ガレージキット）などでプロポーションと変形の完全再現を目指した商品化が続いている。2000年にはスケールモデルのハセガワがキャラクターモデル進出に際してファイター形態をキット化、後にスーパーバルキリーに続きバトロイド形態もキット化された。日本国外においても『ロボテック』の登場メカとして人気があり、Toynami社から各種商品が発売されている。
2013年6月29日にはバンダイより可変とプロポーションを両立したVF-1 バルキリーのプラモデルが発売された。河森は最も実機に近いVF-1とコメントしている。
また、テレビ版や劇場版に登場しないオリジナルバリエーションも展開されている。以下、オリジナルのバリエーション機。
VF-1A バルキリー ロールアウト001
ハセガワより限定発売された1/72のプラモデル。バルキリーの生産1号機という設定。白地にディープブルーとゴールドでペイントされている。
VF-1A バルキリー VF-2 ソニックバーズ
ハセガワの1/72プラモデル。プロメテウスに配備された第2飛行隊（VF-2）ソニックーバーズ配備機。グレー地に黒と黄色のペイントが入る。
VF-1J スーパー/ストライクバルキリー SVF-41 ブラックエイセス
ハセガワの1/72プラモデル。アームド7番艦RANGERに配備されたSVF-41・ブラックエイセス隊の配備機。機首がホワイトそのほかの部分はライトグレイのカラーリング。アイパッチをしたドクロのマーキングが入る。
VF-1A バルキリー ミンメイ2009スペシャル
ハセガワの1/72プラモデル。白地にオレンジ色のチャイナドレスを着たリン・ミンメイのイラストが描かれている。イラストは美樹本晴彦による。
VF-1S ストライクバトロイドバルキリー “ミンメイガード”
ハセガワの1/72プラモデル。2013年に月面のクラビウス基地で行われたリン・ミンメイのライブを守護した機体という設定。デカールは『モデルグラフィックス』2003年8月号の記事用に射尾卓弥がデザインしたオリジナルマーキングを再現している。
VF-1A バルキリー 生産5000機記念塗装
ハセガワの1/72プラモデル。マクロス世界での2013年の5月に5000機目が生産され、それを記念した特別塗装版という設定。白地に青とゴールドでペイントが入っている。
VF-1S バルキリー マクロス25周年記念塗装
ハセガワの1/72プラモデル。河森正治と天神英貴によるコラボレーション。ブルー地にゴールドのマーキングが入る。
VF-1 バルキリー マクロス30周年記念塗装
ハセガワの1/72プラモデル。天神英貴がマーキングデザインを行い河森正治が監修する。白地に黒、赤、青、黄色のラインと「マクロスシリーズ」各作品のロゴが入る。
VF-1A バルキリー マックス機 ゼントラ・カラー
F-Toysから発売された1/144「バルキリーコレクション」のファイター形態の模型。『超時空要塞マクロス』第12話「ビッグ・エスケープ」に登場する、ゼントラーディの軍服を着たマックス機をイメージしたオリジナル塗装。グリーンでゼントラーディのマーキングが入る。
VF-1S 35周年メッサーカラーVer.
バンダイから発売された可変トイ。マクロス35周年を記念し、『マクロスΔ』に登場するVF-31Fメッサー機のカラーリングを模したVF-1S。白地に黒とグレーのカラーリングで、メッサー・イーレフェルトの死神のマーキングが入っている。
タカトクトイス時代に本商品のプロモーションとして、ルービックキューブの開発者であるエルノ・ルービックが河森付き添いのもとで本商品第一弾であるVF-1Jの市販商品の変形（ファイターからバトロイド）に挑んだものの、脚部変形以降へ進めなかった。

## コラボレーション
2019年12月下旬より、航空自衛隊と『超時空要塞マクロス』のコラボレーションとしてコンピュータグラフィックスで描かれたVF-1S バルキリー（ロイ・フォッカー機）と自衛隊の現用機による編隊飛行を描いた啓発ポスターが限定掲示された。「F-2」と「F-15」の2バージョンが作成され、「コミックマーケット97」の企業ブースではこれらをA4サイズに収めた「ミニポスター」が無料配布された。
2024年4月20日には、タカラトミーより『超時空要塞マクロス』とのコラボレーションとして、トミカの大人向けシリーズ「トミカプレミアムunlimited」で河森監修によるVF-1J一条輝機、VF-1Jマクシミリアン・ジーナス機、VF-1Sロイ・フォッカー機が発売された。

## 日本国外

### ロボテック
米国版『ロボテック：マクロス・サーガ (英: Robotech: The Macross Saga) 』では、VF-1の改良型として「VF-1R」が設定されている。テレビ版第32話の1カットに作画ミスから頭部レーザー砲が3門あるA型が登場するが、『ロボテック』版ではこれを「R型」と命名し、漫画には「ジャック・アーチャー」（Jack Archer）という独自のパイロットを登場させた。
のちにトイナミ (Toynami) 社から完全変形玩具も発売されている。改造母体はVF-1AだがVF-1Jの電子装備を基本に、主砲として頭部中央に新設計のウェスティングハウス・エレクトリック 社製・粒子ビーム・パルスカノン砲を1門、副砲として従前のマウザー社 RöV-20 対空レーザー砲2門を装備。なお、中央のパルスカノンのみ自動追尾照準機能（オート・トラッキング）システムで、パイロットの操作とは関係なく独立して稼動し、レーダーに入ってくる敵機またはミサイルを自動捕捉可能。
2003年に刊行された ワイルドストーム (英: Wildstorm) 社版の漫画『星界から (英: Robotech: From the Stars) 』では、反乱ゼントラーディ人の待ち伏せ攻撃で危機に陥ったウルフ飛行小隊（ウルフパック、英: Wolf Pack, Wolf squadron）ジャック・アーチャーの指揮官機として登場し、リック・ハンター（英: Rick Hunter、一条輝に相当）のVF-X4（あるいはVF-X-4、VF-4のプロトタイプ機）に救われる。

### トランスフォーマー
1984年にハズブロ社の玩具展開で始まった「トランスフォーマー」シリーズのラインナップとして、タカトクトイス製のVF-1Sの金型を流用した「Jetfire」という名のキャラクターが、ごく短期間ながら日本国外のみで販売されていた。このJetfireはアニメ版『戦え!超ロボット生命体トランスフォーマー』にも「航空防衛戦士スカイファイアー」（日本国外でもアニメ版ではSkyfireに変更されている）の名で登場するが、デザインは頭部を中心に大きく変更されており、作中での登場期間も短い。登場の経緯などは「スカイファイアー」の項目を参照。
日本での「トランスフォーマー」の玩具は一部を除いてほとんどがタカラ製であり、ハズブロが販売していたもののタカラ製でないスカイファイヤーは日本で販売されなかったが、のちのシリーズで同名キャラクターの登場やリメイクは続いており、2008年から展開された玩具シリーズ「変形!ヘンケイ!トランスフォーマー」にもアニメ版準拠のデザインでラインナップされている。この玩具はガウォークへの変形はできないが、バルキリーの頭部をイメージしたバトルヘルメットが付属している。